# Будаково (Могила)
Будаково (мкд. Будаково) је насеље у Северној Македонији, у јужном делу државе. Будаково припада општини Могила.

## Географија
Насеље Будаково је смештено у јужном делу Северне Македоније. Од најближег већег града, Битоља, насеље је удаљено 24 km североисточно.
Будаково се налази у средишњем делу Пелагоније, највеће висоравни Северне Македоније. Насељски атар је махом равничарски, док се даље, на истоку, издиже Селечка планина. Западно од насеља протиче Црна река. Надморска висина насеља је приближно 590 метара.
Клима у насељу је континентална.

## Становништво
Будаково је према последњем попису из 2002. године имало 248 становника.
Претежно становништво по последњем попису су Турци (81%) , док су у мањини етнички Македонци (16%). 
Већинска вероисповест је ислам, а мањинска је православље.